# Tallmadge
Tallmadge is een plaats (city) in de Amerikaanse staat Ohio, en valt bestuurlijk gezien onder Portage County en Summit County.

## Demografie
Bij de volkstelling in 2000 werd het aantal inwoners vastgesteld op 16.390.
In 2006 is het aantal inwoners door het United States Census Bureau geschat op 17.370, een stijging van 980 (6.0%).

## Geografie
Volgens het United States Census Bureau beslaat de plaats een oppervlakte van
36,3 km², waarvan 36,2 km² land en 0,1 km² water.

## Plaatsen in de nabije omgeving
De onderstaande figuur toont nabijgelegen plaatsen in een straal van 8 km rond Tallmadge.